# Triglav (mitologia)
Na Mitologia eslava, Triglav é uma divindade de três cabeças, assim concebida porque governava os três reinos: o céu, a terra e os infernos.
No seu culto, figurava um cavalo sagrado que servia para oráculos. Antes de se empreender uma expedição colocavam-se sobre o solo nove lanças afastadas uma da outra; em seguida, o sacerdote segurava a rédea do animal, e o fazia percorrer, por três vezes, nos dois sentidos, o espaço dentro do qual elas se achavam; se tocava em alguma, era um mau presságio; e a expedição devia ser cancelada; em caso contrário, a mesma teria êxito.